# Leonardos Philaras

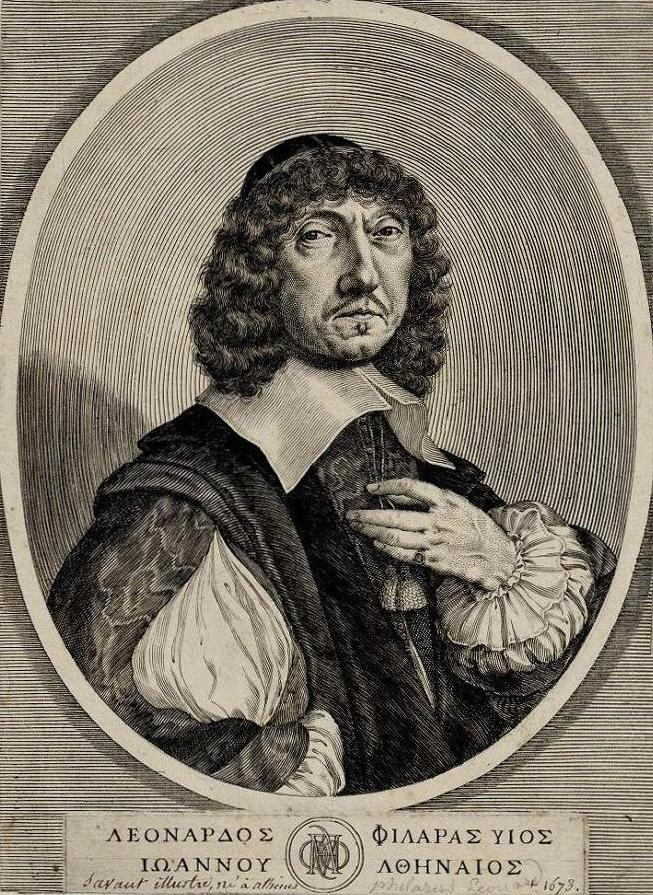
Leonardos Philaras (1658)

Leonardos Philaras (griechisch: Λεονάρδος Φιλαρᾶς, französisch: Leonard Philara, auch bekannt als Villeret, Villare; * ca. 1595 in Athen; † 1673 in Paris) war ein griechisch-französischer athenischer Gelehrter, Politiker, Philosoph, Schriftsteller, Diplomat und Doktor der Theologie. Er ist vor allem für sein Komplott zur Befreiung Griechenlands im frühen 17. Jahrhundert bekannt, das er zusammen mit Carlo I. Gonzaga, der sich selbst zum König Konstantin Palaiologos ernannte, verübte. Dieses Komplott wurde jedoch nie verwirklicht.  Er war Botschafter am Hof von König Ludwig XIII. für den Herzog von Parma Odoardo Farnese und von Ludwig XIV. für den Herzog von Parma Ranuccio II. Farnese. Philaras kämpfte sein ganzes Leben lang für die Befreiung Griechenlands.

## Leben
Philaras wurde als Sohn einer angesehenen griechischen Familie in Athen geboren, als die Stadt noch Teil des Osmanischen Reiches war. Sein Vater hieß Ioannis. Schon in jungen Jahren reiste er nach Rom, wo er von 1613 bis 1617 am Päpstlichen Griechischen Kolleg des Heiligen Athanasius studierte und einen Doktortitel der Theologie erlangte. In ganz Europa herrschte ein enormer griechischer Einfluss und in Venedig war die Kirche San Giorgio dei Greci das Zentrum griechischer Gelehrter. Auch Kreta und die Ionischen Inseln, die zur Republik Venedig gehörten, waren von zahlreichen Griechen bewohnt. Die Venezianer rekrutierten zahllose Griechen für ihre Auseinandersetzungen mit dem Osmanischen Reich. Philaras versuchte, Griechenland von der Tyrannei und Versklavung des Osmanischen Reiches zu befreien.
Ehemalige Mitglieder der byzantinischen Königsfamilie waren über ganz Europa verstreut, ein Beispiel war Thomas Asen Palaiologos, der Santi Pietro e Paolo dei Greci gründete. Philaras lernte Carlo I., Herzog von Nevers, einen Nachkommen des byzantinischen Kaisers Andronikos II. Palaiologos, kennen. Carlo diente als Botschafter Heinrichs IV. von Frankreich im Vatikan. Carlo traf 1619 in Rom Philaras und andere Mitglieder der griechischen Gemeinde. Sie alle vertrauten Karl und unterstützten seinen Anspruch auf den Thron, indem sie ihn zum König Konstantin Palaiologos ernannten. Sie versuchten, ihm bei der Befreiung Griechenlands vom Osmanischen Reich zu helfen. Während dieser Zeit bemühten sie sich sehr um die Unterstützung vieler wichtiger europäischer Persönlichkeiten, doch ihre Bemühungen führten nicht zu einer bedeutenden Schlacht, und die Manioten Griechenlands standen in Kontakt mit der Gruppe und waren dafür bekannt, ständig Aufstände gegen die Osmanen zu veranstalten.

### Verschwörung gegen das Osmanische Reich
Im Jahr 1619 war Philaras zusammen mit Karl, bekannt als König Konstantin, und der griechischen Gemeinde Roms an einer Verschwörung zum Sturz des Osmanischen Reiches und zur Befreiung Griechenlands beteiligt. Der kleinen Gruppe gelang es, eine europäische Streitmacht aufzustellen, doch die  Verschwörung flog auf und es kam nicht zu Kampfhandlungen.

### In diplomatischen Diensten
In den 1630er und 1640er Jahren wurde Philaras Botschafter des Herzogs von Parma, Odoardo Farnese, am Hof von Ludwig XIII. Während seines Aufenthalts in Frankreich freundete sich Philaras mit Kardinal Richelieu an. Im Jahr 1633 übersetzte er für Richelieu die Doctrina Christiana von Robert Bellarmin aus dem Griechischen ins Lateinische. Philaras setzte sich sein Leben lang unermüdlich für die griechische Sache ein und knüpfte Kontakte in die höchsten Kreise Europas.
In den 1650er Jahren geriet Philaras in eine Fehde mit Kardinal Richelieus Nachfolger Kardinal Mazarin, der ihn des Hochverrats verdächtigte. Mazarin ließ ihn unter Hausarrest stellen und ihn zwang seinen Besitz zu verkaufen.
In den 1650er Jahren freundete er sich mit dem englischen Dichter John Milton an, der als Beamter für den Commonwealth of England unter dessen Staatsrat und später unter Oliver Cromwell diente. 1654, nachdem er als Botschafter des Herzogs von Parma am französischen Hof abgesetzt worden war, reiste er kurz nach England und traf Milton.
Philaras diente bis April 1654 als Botschafter des Herzogs von Parma Ranuccio II. Farnese beim französischen König Ludwig XIV. Kardinal Mazarin misstraute Philaras und ließ ihn als Botschafter absetzen. Während dieser Zeit reiste Philaras nach England und traf sich mit John Milton. Drei Jahre später befand sich Philaras als Botschafter beim Herzog von Parma in Venedig, während Venedig in den Krieg um Kreta verwickelt war. Philaras kehrte 1661 nach dem Tod von Kardinal Mazarin nach Paris zurück.
1668 wurde er zum Bibliothekar der Biblioteca Marciana ernannt, ein Amt, das er aufgrund seines schlechten Gesundheitszustands nie ausübte. Er starb 1673 in Paris.

## Literarische Werke
- Nέα έκδοση του Δόγμα Χριστιάνα του Αγίου Ρόμπερτ Μπελαρμίν. 1633 (Neue Version der Doctrina Christiana des Heiligen Robert Bellarmin)
- Τη θεοτόκω καί Άειπαρθενω Μαρία Αγνώσ καί Àμώμωσ Συλληφθείσα. 1644 (An die Jungfrau Maria, die Mutter Gottes, die Frucht einer reinen, unbefleckten Empfängnis)
- Έγκωμιαστικον εισ τον έξοχωτατον καρδινάλιν δούκα τον Ριχελιον. 1644 (Loblied auf den angesehensten Kardinalherzog Richelieu)